# Alice (Texas)
Pour les articles homonymes, voir Alice.
La ville d’Alice est le siège du comté de Jim Wells, dans l’État du Texas, aux États-Unis. Lors du recensement de 2010, sa population s’élevait à 19 104 habitants.

## Démographie
| Groupe                           | Alice | Texas | États-Unis |
| -------------------------------- | ----- | ----- | ---------- |
| Blancs                           | 86,7  | 70,4  | 72,4       |
| Autres                           | 9,5   | 10,6  | 6,4        |
| Afro-Américains                  | 0,8   | 11,9  | 12,6       |
| Asiatiques                       | 0,6   | 3,8   | 4,8        |
| Métis                            | 1,7   | 2,7   | 2,9        |
| Amérindiens                      | 0,9   | 0,7   | 0,9        |
| Total                            | 100   | 100   | 100        |
|                                  |       |       |            |
| Hispaniques et Latino-Américains | 85,1  | 37,6  | 16,7       |

Selon l'American Community Survey pour la période 2011-2015, 52,03 % de la population âgée de plus de 5 ans déclare parler l'anglais à la maison, 47,50 % déclare parler l'espagnol et 0,47 % une autre langue.

## Transports
Alice est notamment desservie par l'Alice International Airport (en).